# وارن کلارک
وارن کلارک (انگلیسی: Warren Clarke؛ ‏ ۲۶ آوریل ۱۹۴۷ – ۱۲ نوامبر ۲۰۱۴) بازیگر اهل بریتانیا بود. وی برای ایفای نقش قابل‌توجه «دیم» در فیلم پرتقال کوکی و همچنین بازی در نقش‌های متعددی پس از آن در فیلم‌ها و سریال‌های بسیاری شناخته می‌شد که از جملهٔ آنها می‌توان می‌توان از سرزمینی دور، آنتونیوس و کلئوپاترا، انیگما، ای مرد خوش‌شانس!، دیل و پاسکو، مأمور مخفی، انگشتان سبز، لاسیتر، مو خشک‌کن و فایرفاکس را نام برد.

## اوایل زندگی
وی با نام آلن جیمز کلارک در اولدهام زاده شد. پدرش سازنده شیشه رنگی و مادرش منشی بود. وی در سن پانزده سالگی مدرسه را ترک کرد و در روزنامه‌ای به نام منچستر ایونینگ نیوز (به انگلیسی: Manchester Evening News) مشغول به کار شد.

## زندگی شخصی
وی بسیار به بازی گلف علاقه‌مند بود و همچنین از هفت سالگی طرفدار باشگاه فوتبال منچستر سیتی بود. ازدواج وی با همسر اولش چند سال پس از مرگ پدر و مادرش به طلاق انجامید. آن‌ها با یکدیگر پسری به نام روان (به انگلیسی: Rowan) داشتند. کلارک در تاریخ ۱۲ نوامبر ۲۰۱۴ در خواب درگذشت.